# Онішківська ЗОШ І-ІІ ступенів
Онішківська ЗОШ І—ІІ ступенів — загальноосвітня школа, розташована в с. Онішки Оржицького району Полтавської області.

## Загальні дані
Онішківська ЗОШ І—ІІ ступенів розташована за адресою: 37706, вул. Центральна, 1, с. Онішки Оржицького району Полтавської області.
У школі навчаються 25 учнів.
Педколектив навчального закладу — 11 учителів.
Директор школи — Нестеренко Валентина Миколаївна.

## Історія школи

### Початок будови школи
Онішківська загальноосвітня школа I—II ступенів почала діяти з 1879 року як земська школа. Це була хата через сіни, пізніше в цій хаті зберігався спортінвентар і була майстерня. Керував школою піп Клипачевський, який навчав закону Божого, а його дочка навчала учнів письму, читанню і арифметики.
Клипачевська за свої кошти після революції 1905—1907 рр. побудувала з цегли нову будівлю школи, з дерев’яною підлогою, великими вікнами і дверима на чотири класні кімнати. 
У 20-х роках XX століття до цього приміщення добудовано було велику класну кімнату, учительську і ґанок. Так простояла ця школа майже століття, до 1988 року.
Після визволення села у 1943 році від фашистських загарбників, класи були переповнені, в один клас ходили діти різного віку. Класів не вистачало, сільська влада змушена була віддати під школу все нові приміщення.
У 1960 році Онішківську семирічку було реформовано на восьмирічну школу. На той час у школі навчалося 120 дітей. Вчились у дві зміни.
7 листопада 1967 року було урочисте відкриття нового приміщення школи. Школу побудовано за проектом початкової, були плани побудувати приміщення для старшокласників, але вони не здійснилися.
З 1 вересня 2001 року і по сьогоднішній день очолює педагогічний колектив школи і здійснює керівництво навчально-виховним процесом директор школи Нестеренко В. М.

### Випускники школи
- Олександр Іванович Погорілий — докторант Інституту соціології АН СРСР (1985—1987 рр.); завідувач кафедри соціології філософського факультету Київського державного університету ім. Тараса Шевченка (1988—1991 рр.); професор кафедри соціології Національного університету "Києво-Могилянська академія" (1994—1998 рр); автор та співавтор навчальних посібників з історії соціології, автор понад 80 наукових праць.

## Директори школи
- Лещенко М. Д. (з 1943 р.)
- Борщ В. М. (з 1946 р.)
- Пелепень О. С. (з 1952 р.)
- Касяненко У. Г. (з 1970 р.)
- Годун Г. С. (з 1973 р.)
- Шульга М. І. (з 1983 р.)
- Костянтиненко Л. М. (з 1997 р.)
- Нестеренко В. М. (з 2001 р.)